# St-Étienne (Caen)

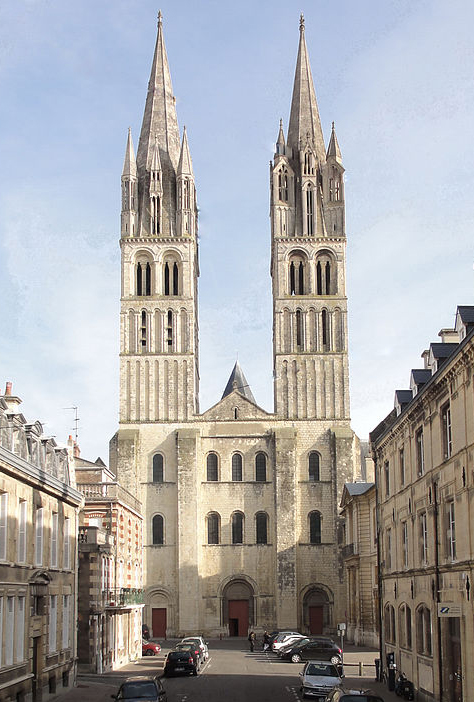
Fassade der Abteikirche

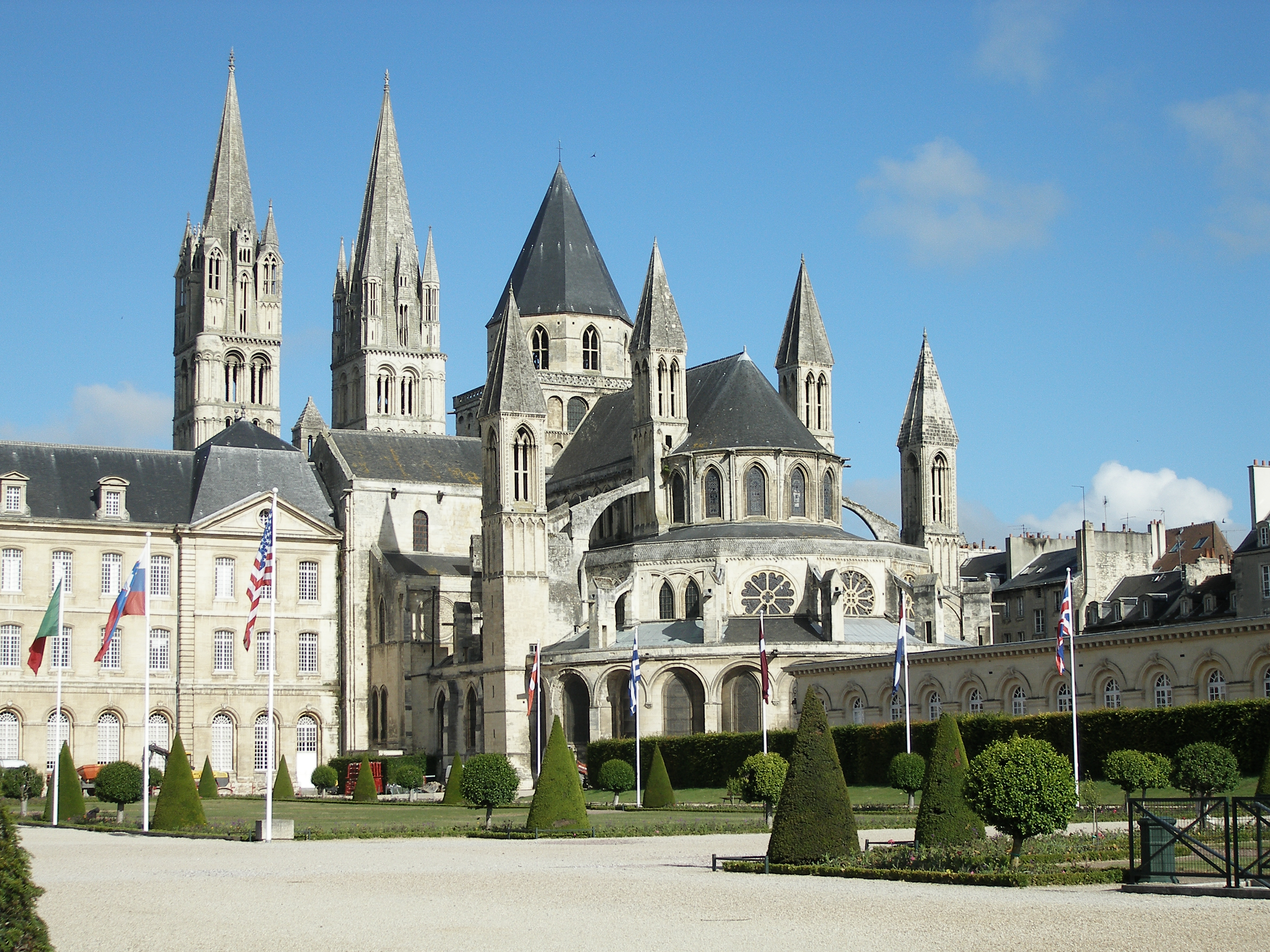
St-Étienne, Ansicht von Südosten auf die Apsis und das nebenliegende Klostergebäude

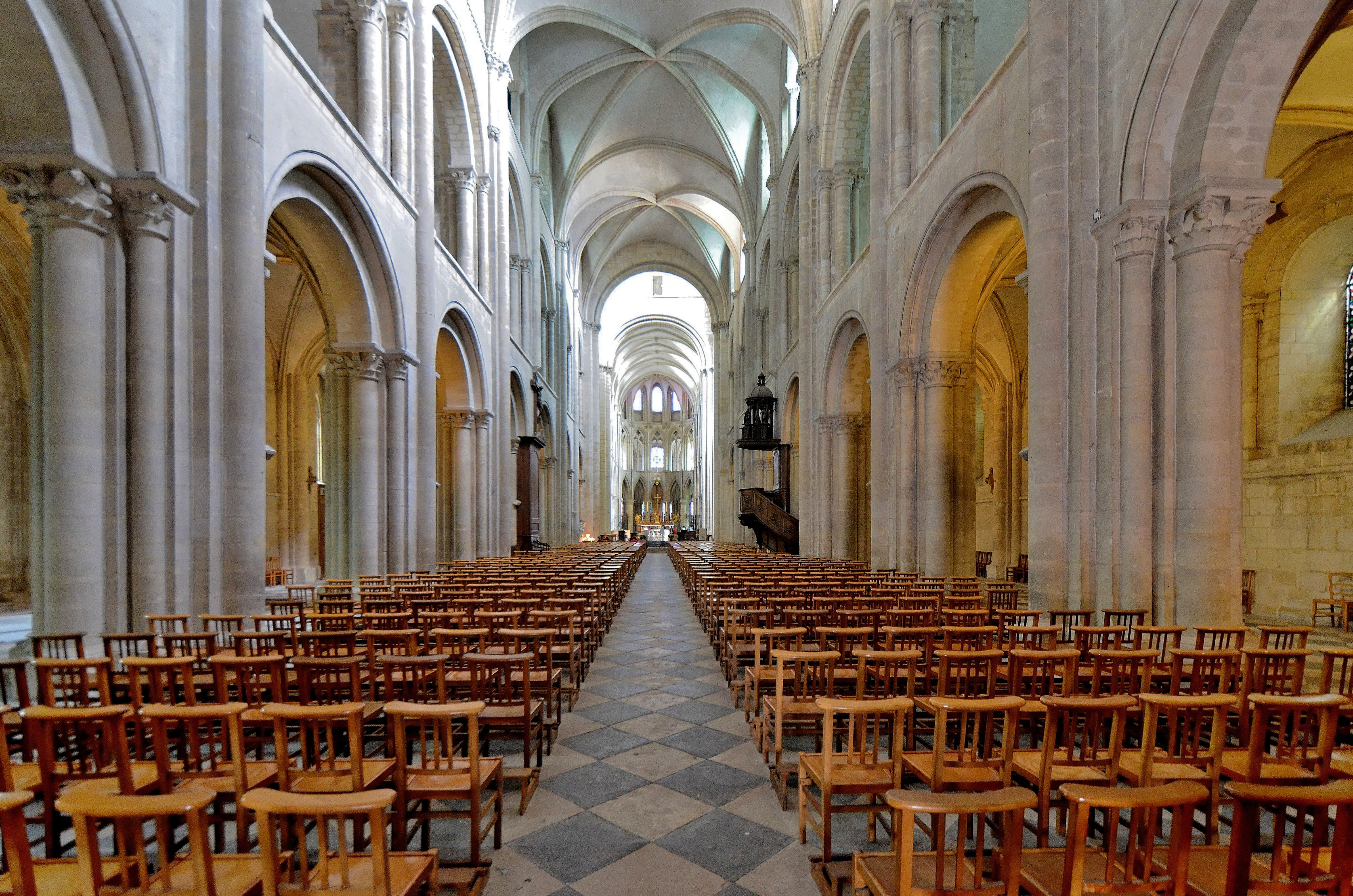
Innenansicht

Die ehemalige Benediktinerabtei mit der Klosterkirche Saint-Étienne wurde von Wilhelm dem Eroberer in Caen gestiftet, ab 1060 errichtet, aber wohl erst nach 1090 vollendet, Ab 1120/25 wurden dem ursprünglich flachgedeckten Bau sechsteilige Kreuzrippengewölbe eingebaut, die zu den ältesten in Frankreich zählen. St-Étienne gilt gemeinsam mit seinem Pendant, dem gleichzeitig von Mathilde von Flandern gestifteten Frauenkloster Sainte-Trinité in Caen, als architektonischer Höhepunkt der normannischen Baukunst und Vollendungsbau der Romanik. Für die Architektur der Île de France waren beide Bauten wegweisend und gelten als Wegbereiter der Gotik. Besonders Saint-Étienne war für die normannische Architektur in England normstiftend.
Nach der Vertreibung der Mönche während der Französischen Revolution diente das Kloster zunächst als Gymnasium und ist heute das Hôtel de Ville (Rathaus) der Stadt Caen. Die Abteikirche Saint-Étienne wurde in eine einfache Pfarrkirche umgewandelt. Seit 1840 sind Kirche und Nebengebäude als Monument historique klassifiziert.
Der Stifter Wilhelm der Eroberer wurde in der Abteikirche Saint-Étienne beigesetzt.

## Baugeschichte
1060 stiftete Wilhelm der Eroberer die Benediktinerabtei als Buße für die vom Papst angefochtene Ehe mit seiner Frau Mathilde von Flandern. Der Bau der Abteikirche begann 1065/66 am östlichen Ende. Die Einweihung erfolgte 1077 unter dem ersten Abt Lanfrank von Bec aus Pavia, der 1070 zum Bischof von Canterbury ernannt wurde, sowie sechs weiteren Bischöfen der Normandie. Die Fassadentürme wurden im letzten Jahrzehnt des 11. Jahrhunderts beendet. Ab 1120/25 wurde die ehemalige Holzdecke im Langhaus durch ein sechsteiliges Kreuzrippengewölbe ersetzt. Um 1200 begann der Umbau des ursprünglichen Staffelchors zu einem gotischen Umgangschor. Ebenfalls im 13. Jahrhundert wurden den romanischen Westtürmen die gotischen Spitzhelme aufgesetzt.
Als Folge der Vernachlässigung des Klosters zur Zeit der Religionskriege brach der Vierungsturm 1566 ein.
Von 1599 bis 1604 wurde die Kirche unter Erhaltung der mittelalterlichen Bausubstanz wieder aufgebaut. Weitere Restaurierungen erfolgten im 19. Jahrhundert.

## Baubeschreibung

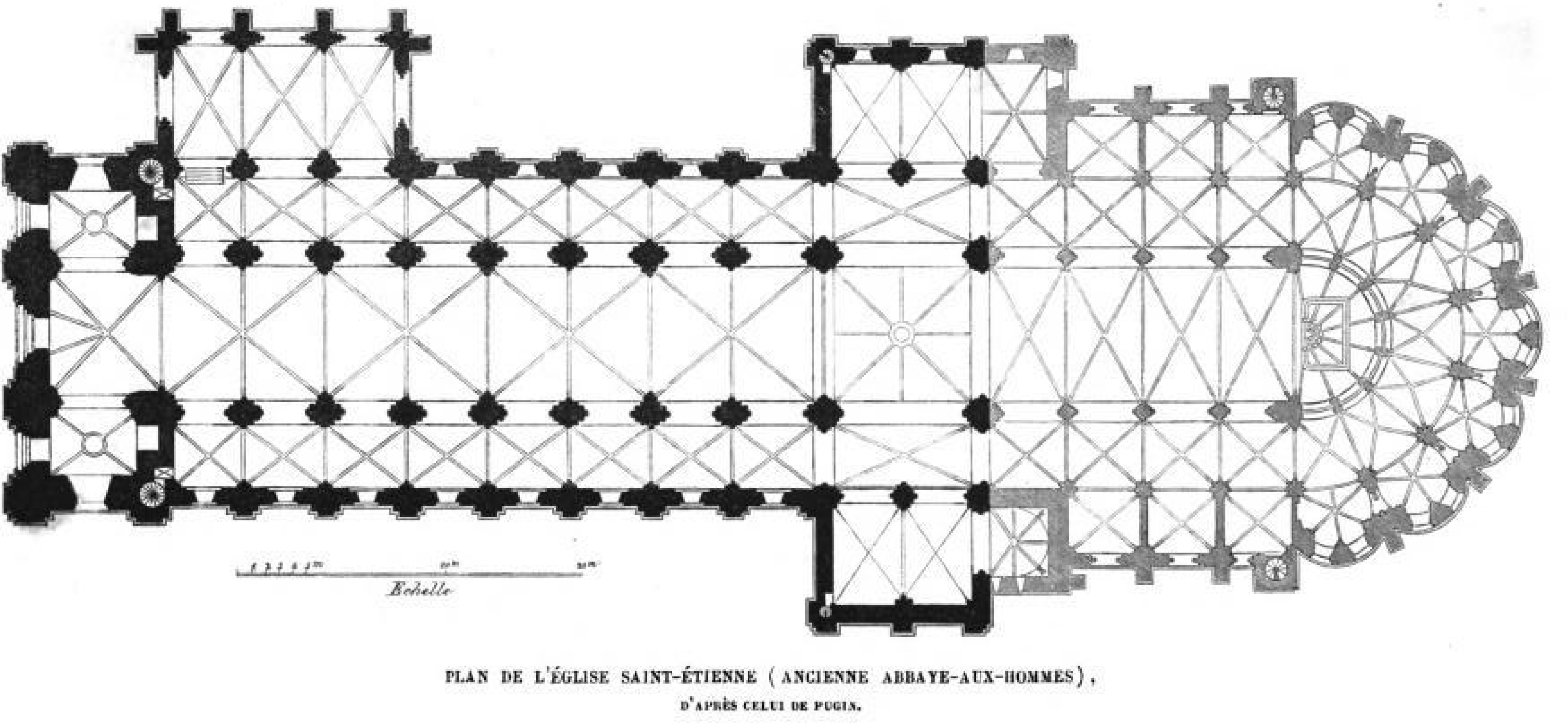
Grundriss

Saint-Etienne de Caen ist heute eine dreischiffige Basilika mit Querhaus und Kranzkapellen. Sie ist 110 Meter lang und besteht aus Caen-Stein.
Im Westen befindet sich eine Doppelturmfassade, welche in acht Zonen aufgeteilt ist. Der untere Teil besteht aus einem Sockel, drei Portalen mit Gesims und zwei Fensterreihen mit Rundbögen. Die Türme beginnen ab den Blendfenstern, gefolgt von einer Schallfensterzone, einem Glockengeschoss, einer Fensterzone mit Biforien und einem polygonalen Turmhelm mit Fialen. Neu ist, dass die Türme direkt an die Fassade anschließen.
Die Außenfassade am restlichen Gebäude ist dreiteilig, wobei die Empore und die Kapellen den Chor als geschlossenes Bauteil umgehen. Die vier Chorflankentürme und der Laternenturm im Chor ergänzen den Bau.
Der Langchor im Osten wurde erst im 13. oder frühen 14. Jahrhundert angefügt. Er hat einen 7/12-Schluss, ist mit einem Umgang versehen und besitzt sieben Kranzkapellen. Sein Mittelschiff, der Hochchor ist spitzbogig gewölbt.
In der Vierung von Langhaus und Querhaus ragt der Kirchenraum eine Etage höher bis in das quadratische untere Geschoss des Vierungsturms, jedoch nicht in sein oktogonales Obergeschoss.
Typisch gotisch ist der Aufriss, der in Arkadenzone, Emporengeschoss und Obergaden eingeteilt ist. Die Rippen des Gewölbes verbinden sich im Obergaden zu Diensten, diese Dienste entwickeln sich wiederum im Arkadengeschoss zu Bündelpfeilern und geben so dem Gewölbe den ausreichenden Halt.

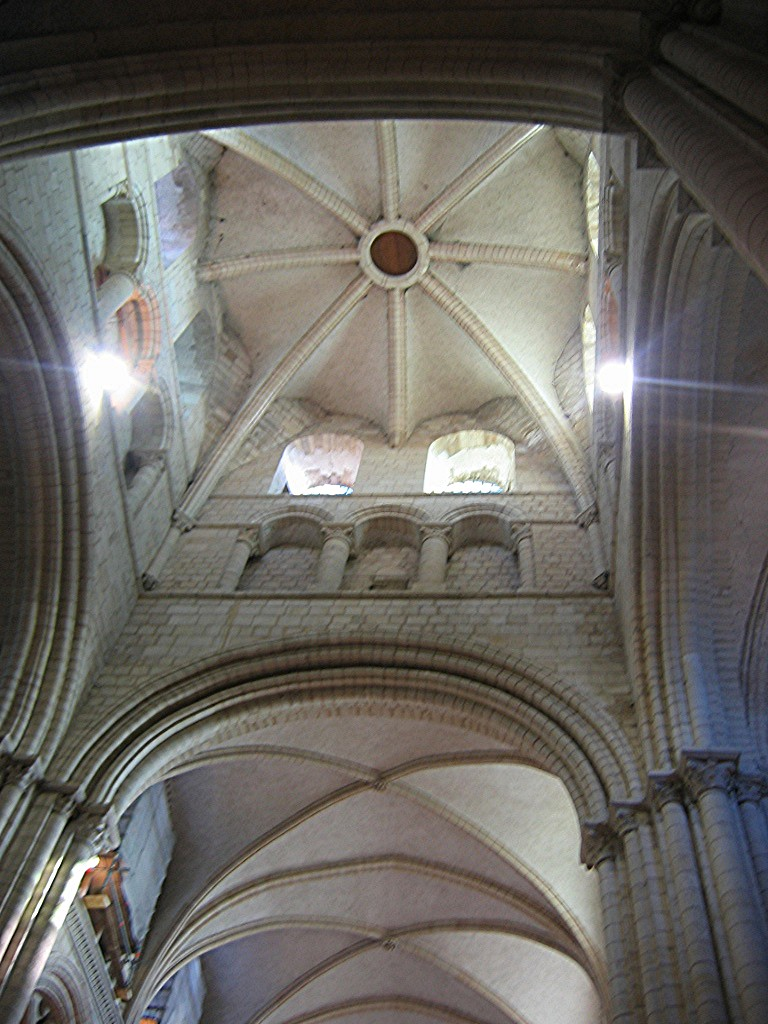
Vierungsquadrat
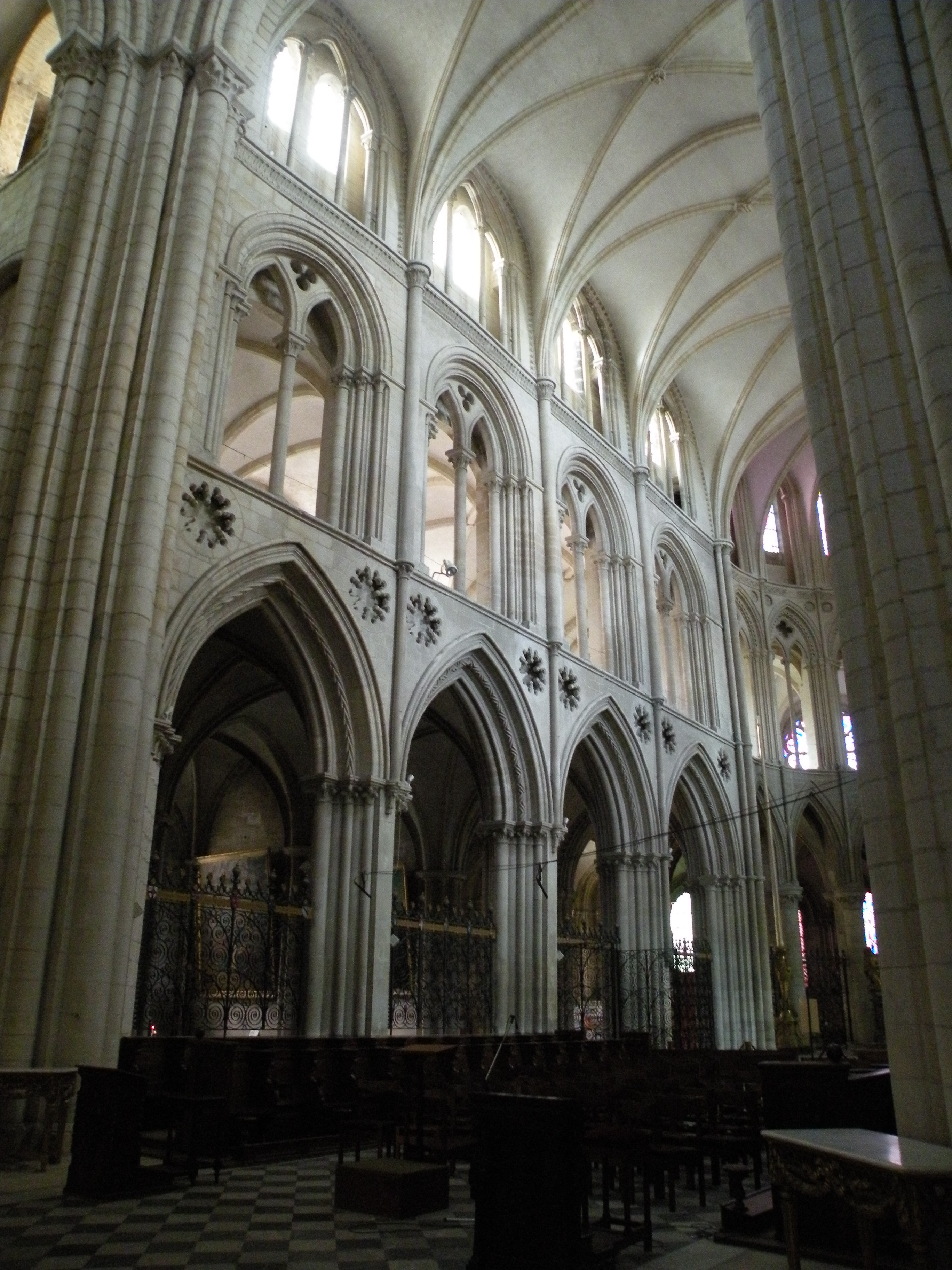
Blick auf nördliche Chorwand
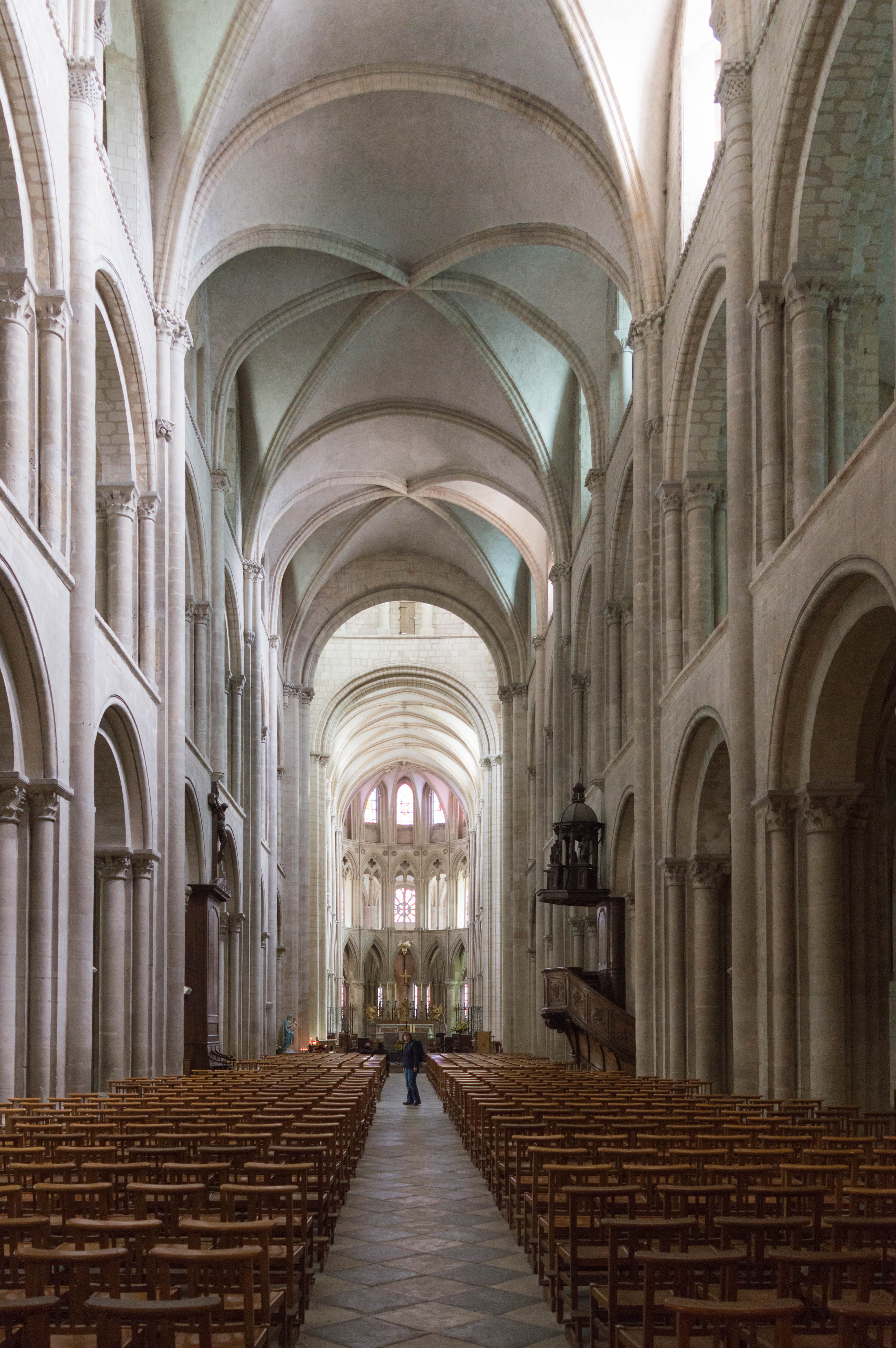
Mittelschiff des romanischen Langhauses rundbogig, frühgotischer Chor spitzbogig

Ausgehend von Saint Etienne entwickelten sich die westliche Doppelturmfassade und die Emporenwölbung mit halben Tonnen zu entscheidenden Elementen der anglo-normannischen Architektur.

## Ausstattung

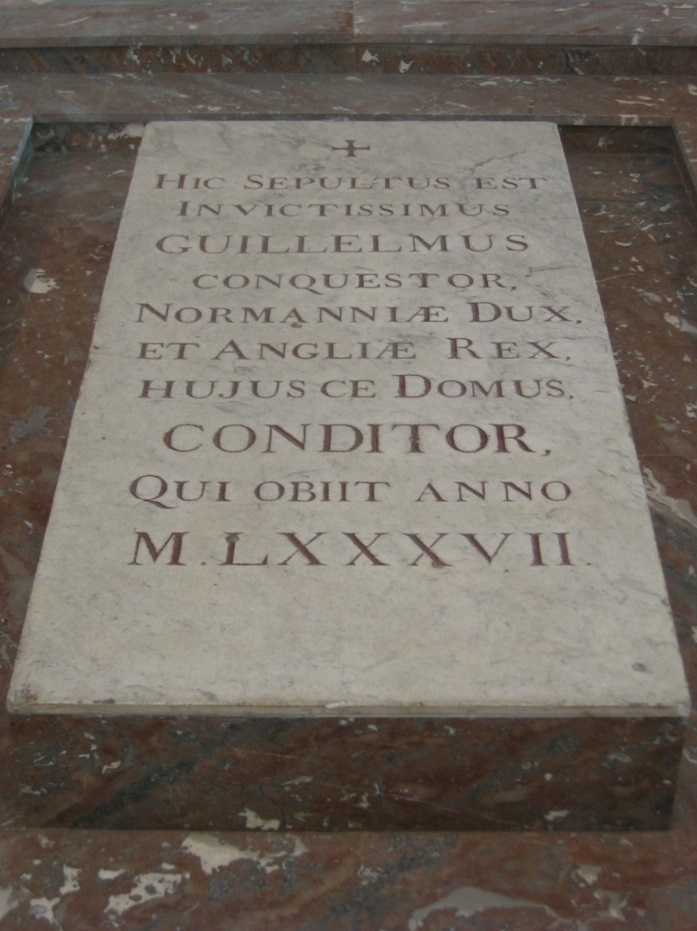
Heutige Grabplatte

### Grab Wilhelm des Eroberers
Wilhelm der Eroberer, gestorben am 9. September 1087, wurde in Saint-Étienne beigesetzt. Als Denkmal setzte sein Sohn Wilhelm II. eine aus Marmor bestehende Grabplatte mit einer Liegefigur (Gisant) Wilhelms in die Mitte des Chors. 1562/63 zerstörten Calvinisten den Grabstein. Die Gebeine wurden weggeworfen, aber ein Mönch rettete die Beinknochen. Das erneut während der französischen Revolution zerstörte Grab wurde 1802 restauriert und mit einer einfachen Grabplatte versehen. Auf der Platte ist eine lateinische Inschrift, die wie folgt lautet: „Hier liegt der unbesiegbare Wilhelm der Eroberer, Herzog der Normandie und König von England, der Gründer des Hauses, der im Jahr 1087 starb“.

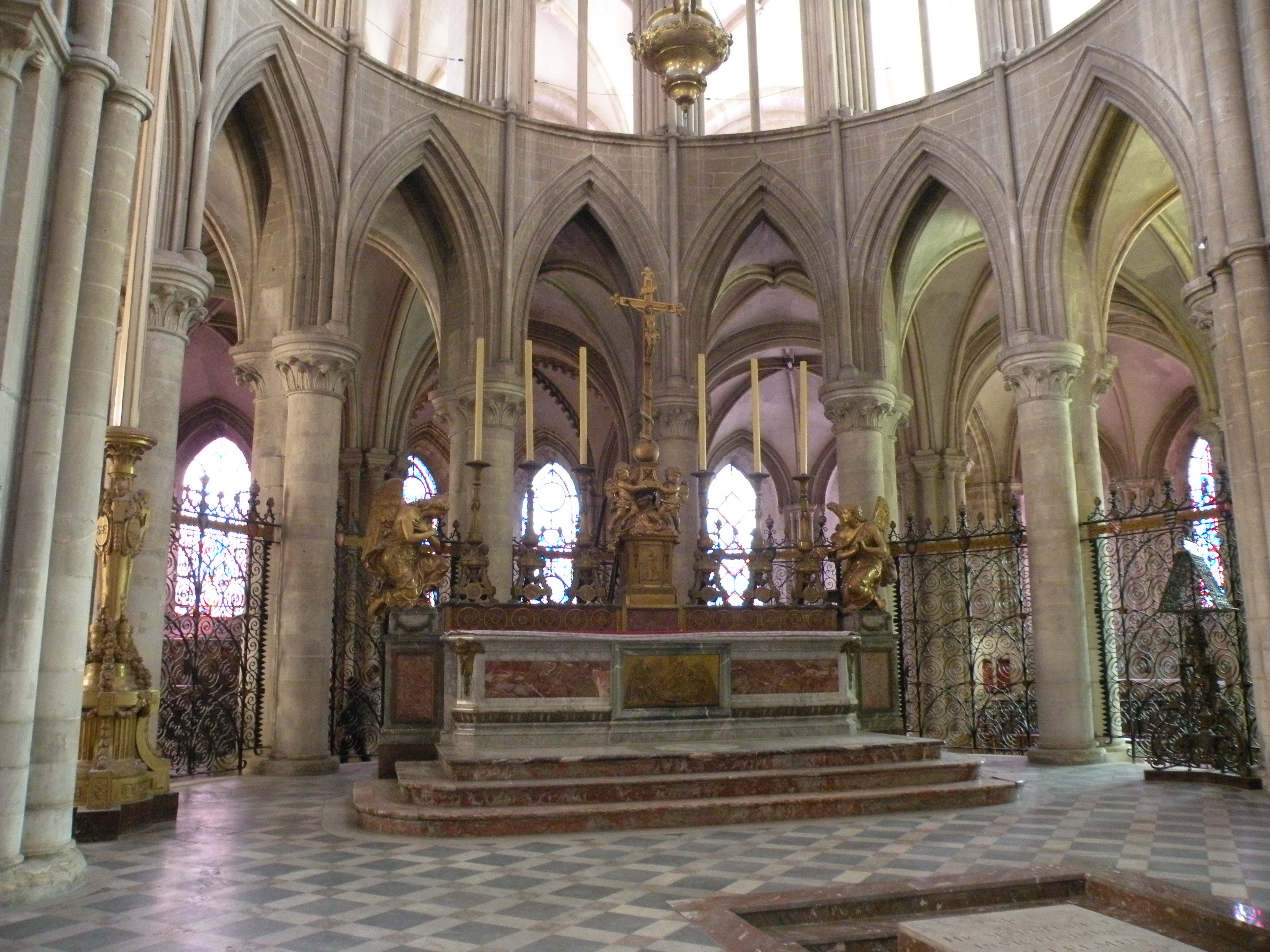
Altar

### Altar
Den Altar erreicht man über drei Stufen, er besteht aus weißem und rotem Marmor. Das Flachrelief in der Mitte des Altars ist aus vergoldeter Bronze. Die heute zu sehende Kopie des 1588 entstandenen Reliefs ist 1840 angefertigt worden.

### Hauptorgel
Die große Orgel wurde 1882–1885 von dem Orgelbauer Aristide Cavaillé-Coll in einem Gehäuse von Jean-Baptiste-Nicolas Lefebvre aus dem Jahr 1738 erbaut. Paul-Marie Koenig führte 1929 eine Reinigung durch. Während der Schlacht um Caen im Sommer 1944 wurde die Orgel in Mitleidenschaft gezogen und 1954 von Jacquot-Lavergne instand gesetzt. Das Instrument wurde in der Folge weder modernisiert noch umgebaut. Gildas Ménoret aus Nantes restaurierte die Orgel im Jahre 1999. Sie verfügt über 50 Register auf drei Manualen und Pedal. Die Registertraktur ist mechanisch, die Spieltraktur ebenfalls, besitzt aber im I. und III. Manual zusätzlich eine Barkermaschine.
| I Grand Orgue C–g3 |       |
| Montre             | 16′   |
| Bourdon            | 16′   |
| Montre             | 08′   |
| Bourdon            | 08′   |
| Flûte harmonique   | 08′   |
| Gambe              | 08′   |
| Prestant           | 04′   |
| Flûte octaviante   | 04′   |
| Quinte *           | 2 ⁄3′ |
| Doublette *        | 02′   |
| Plein-Jeu VII *    |       |
| Cornet V *         |       |
| Bombarde *         | 16′   |
| Trompette *        | 08′   |
| Clairon *          | 04′   |

| II Positif C–g3 |     |
| Bourdon         | 16′ |
| Principal       | 08′ |
| Cor de nuit     | 08′ |
| Salicional      | 08′ |
| Unda Maris      | 08′ |
| Prestant        | 04′ |
| Flûte douce     | 04′ |
| Carillon III    |     |
| Basson *        | 16′ |
| Trompette *     | 08′ |
| Cromorne *      | 08′ |

| III Récit expressif C–g3 |     |
| Quintaton                | 16′ |
| Diapason                 | 08′ |
| Flûte traversière        | 08′ |
| Viole de gambe           | 08′ |
| Voix céleste             | 08′ |
| Flûte octaviante         | 04′ |
| Octavin *                | 02′ |
| Cornet II-V *            |     |
| Bombarde *               | 16′ |
| Basson-Hautbois          | 08′ |
| Voix humaine             | 08′ |
| Clarinette               | 08′ |
| Trompette *              | 08′ |
| Clairon *                | 04′ |
| Trémolo                  |     |

| Pédale C–f1  |     |
| Bourdon      | 32′ |
| Contrebasse  | 16′ |
| Soubasse     | 16′ |
| Grosse Flûte | 08′ |
| Violoncelle  | 08′ |
| Bourdon doux | 08′ |
| Flûte        | 04′ |
| Bombarde *   | 16′ |
| Trompette *  | 08′ |
| Clairon *    | 04′ |

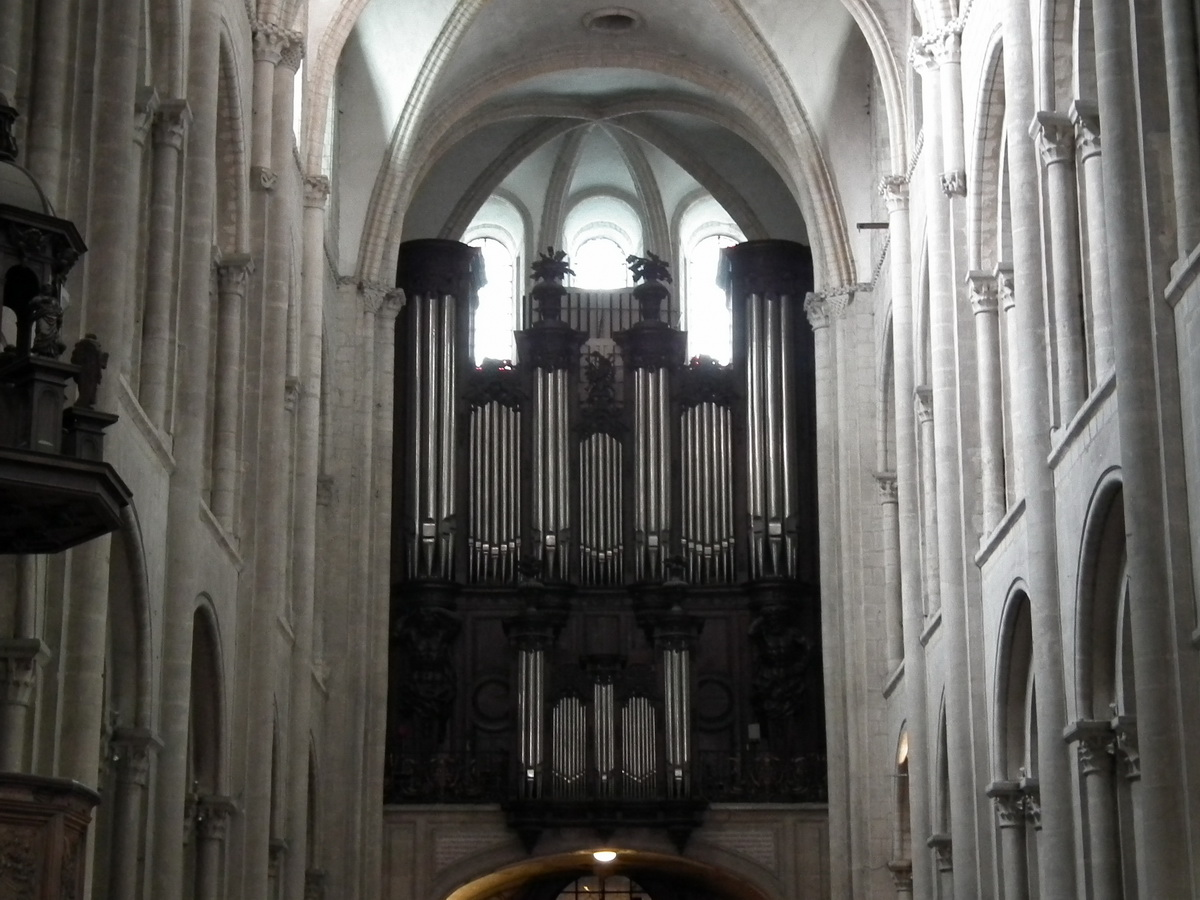
Hauptorgel von Cavaillé-Coll

Die mit * markierten Register zählen zu den Jeux de combinaison.
- Koppeln: I/I (G.O. sur machine), II/I, III/I, III/II, I/P, II/P, III/P
- Einführungstritte: Anches G.O., Anches Positif, Anches Récit, Anches Pédale
- Octaves graves (Suboktavkoppel) G.O. und Récit, Donner

### Chororgel
Die Chororgel wurde 1992 von dem Orgelbauer Dupont erbaut. Das Instrument hat 15 Register auf zwei Manualen und Pedal. Die Trakturen sind mechanisch.
| I Grand Orgue C–g3 |    |
| Montre             | 8′ |
| Prestant           | 4′ |
| Doublette          | 2′ |
| Fourniture II      |    |
| Cymbale II         |    |
| Trompette          | 8′ |

| II Positif C–g3  |       |
| Bourdon          | 8′    |
| Flûte à cheminée | 4′    |
| Nazard           | 2 ⁄3′ |
| Quarte           | 2′    |
| Tierce           | 2 ⁄3′ |
| Régale           | 8′    |
| Tremblant        |       |

| Pédale C–f1 |     |
| Soubasse    | 16′ |
| Principal   | 08′ |
| Posaune     | 16′ |

- Koppeln: II/I, I/P, II/P.